# Измайлов, Валерий Рюрикович
Валерий Рюрикович Измайлов (19 июля 1970) — советский и российский футболист, защитник.

## Биография
В последнем сезоне первенства СССР выступал во второй низшей лиге за «Динамо» (Гагра) и «Шахтёр» (Шахты).
После распада СССР перешёл в речицкий «Ведрич», в его составе сыграл 5 матчей в высшей лиге Белоруссии. В сезоне 1992/93 играл в первой лиге Украины за северодонецкий «Химик». Затем вернулся в Россию и играл за любительские клубы Ростова-на-Дону в соревнованиях по футболу и мини-футболу.
В 2010-е годы работал детским тренером в ростовском клубе «Звезда».